# Nav Katze
Nav Katze (jap. ナーヴ・カッツェ, Nāvu Kattse, dt. „nervende Katze“) war eine japanische Band.

## Geschichte
Mitglieder waren die Sängerin und Bassistin Miwako Yamaguchi sowie die Gitarristin Naoko Iimura. Bei der Gründung 1984 war die Schlagzeugerin Shino Furutachi (古舘 詩乃) drittes Mitglied. Ihr Debütalbum Oyzac erschien 1987 auf dem Switch-Label. 1991 gab sie mit dem Album Kanki (歓喜) auf dem Victor-Entertainment-Sublabel Invitation ihr Major-Debüt. Kurz nach Veröffentlichung des Albums verließ Shino Furutachi die Band.
1992 steuerte Nav Katze zwei Stücke für den Soundtrack der OVA Video Girl Ai bei.
Auf dem 1996 veröffentlichten Album Gentle & Elegance trat Iimura weitgehend in den Hintergrund und der Produzent Yuji Sugiyama schrieb den größten Teil der Lieder.
International wurde die Band vor allem in der Electronica-Szene durch die Remix-Alben Never Mind the Distortion (1996) und Never Mind the Distortion II (1997) bekannt, auf denen die Stücke der Band durch europäische Electronica-Musiker wie Aphex Twin, The Black Dog, Ultramarine, Global Communication, The Gentle People, Disjecta, Sun Electric, Seefeel, µ-Ziq und Autechre bearbeitet wurden.

## Diskografie
Studioalben
- 1987: Oyzac (Switch Corporation)
- 1991: Kanki (歓喜; Invitation)
- 1991: Shingetsu (新月; Roux)
- 1992: The Last Rose in Summer (Roux)
- 1994: Out (Invitation)
- 1994: Uwa no Sora (うわのそら; Invitation)
- 1996: Gentle & Elegance (XEO Invitation)

Remixalben und Kompilationen
- 1996: Never Mind the Distortion (SSR)
- 1997: Never Mind the Distortion II (Invitation)
- 2001: Switch Complete 1986–1987 (Switch)
- 2003: Never Mind the Distortions (Doppel-CD, Happy House)

Singles und EPs
- 1986: Nav Katze (EP, Switch)
- 1987: Yūnagi (夕なぎ; 7″-Single, Switch)

Videoalben
- 2004: Never mind the distortion